# Antonín Erpek
Václav Antonín Erpek (17. ledna 1843 Soběslav – 4. července 1921 Praha) byl český lékař, chirurg, vojenský lékař a odborný publicista. Roku 1879 se jako první lékař v historii české medicíny pokusil provést transfuzi krve.

## Život

### Mládí
Narodil se ve městě Soběslavi v jižních Čechách. Po vychození obecné a gymnázia v Jindřichově Hradci vystudoval medicínu na Lékařské fakultě Karlo-Ferdinandovy univerzity. Během prusko-rakouské války roku 1866 jako medik čtvrtého ročníku činný jako asistent prof. Hermana ve vojenských nemocnicích v Praze, zejména v šlechtické důstojnické nemocnici v Kinského vile na Smíchově. Roku 1868 byl povýšen na doktora. 

### Praxe
Poté čtyři roky působil jako sekundární lékařem na rozličných odděleních ve Všeobecné nemocnici v Praze. Studoval pak delší dobu na univerzitách ve Vídni, Berlíně, Lipsku a Heidelbergu. Během prusko-francouzské války v letech 1870 až 1871 byl jako stipendista Krumbholzovy nadace činný ve vojenských nemocnicích pruské armády v Drážďanech, Berlíně a Lipsku. Následně se vrátil do Prahy a byl po dobu šesti let asistentem chirurgické kliniky prof. Josefa Blažiny. 

### Krevní transfuze
Během svého působení na gynekologickém oddělení Všeobecné nemocnice prof. Strenga provedl 12. srpna 1879 první pokus o krevní transfuzi v českých zemích. U čtyř umírajících žen (jedna z nich na rakovinu děložního čípku) se pokusil povést transfuzi beránčí krve. Došlo však k těžké reakci organismu pacientek, z nichž jedna z nich zákrok nepřežila. Od dalších pokusů pak Erpek upustil, již v příštích letech pak začaly být prováděny úspěšné krevní transfuze, mj. lékařem Karlem Maydlem.
Po deseti letech v pražské Všeobecné nemocnici si pak zřídil soukromou praxi. Přispíval pracemi do Časopisu lékařů českých, rovněž byl autorem řady odborných prací.

### Úmrtí
Antonín Erpek zemřel 4. července 1921 v Praze ve věku 68 let. Pohřben byl na Olšanských hřbitovech.